# Cláudio Coutinho
Cláudio Pêcego de Moraes Coutinho, detto Cláudio Coutinho (Dom Pedrito, 5 gennaio 1939 – Rio de Janeiro, 27 novembre 1981), è stato un allenatore di calcio brasiliano.

## Biografia
Nato nella piccola città di Dom Pedrito, nello Stato di Rio Grande do Sul, località in prossimità del confine con l'Uruguay, si trasferì con la famiglia a Rio de Janeiro nel 1943.
Durante il suo periodo a Rio de Janeiro, Coutinho entrò nell'accademia militare iniziando una carriera nell'esercito, raggiungendo il grado di capitano; si laureò inoltre in educazione fisica, sempre all'interno delle forze armate brasiliane. Nel 1968, fu scelto per rappresentare la sua scuola ad un congresso negli Stati Uniti, a cui intervenne il professor Kenneth Cooper, inventore dell'omonimo test fisico. Proseguendo le sue esperienze all'estero, Coutinho insegnò all'Università di Fontainbleau, in Francia.
Al termine della stagione calcistica 1981, mentre trascorreva il suo periodo di ferie a Rio de Janeiro, prima di trasferirsi nei paesi arabi, morì affogato all'età di 42 anni mentre praticava pesca subacquea nelle Ilhas Cagarras, isole vicine alla spiaggia di Ipanema.

## Carriera

### Allenatore
Nel 1970 fu richiesto il suo contributo in qualità di preparatore atletico per la Nazionale brasiliana, vincitrice del campionato del mondo 1970. Durante gli allenamenti utilizzò il test di Cooper, introducendolo dunque in Brasile; in seguito seguì come coordinatore la Nazionale durante Germania Ovest 1974 e allenò la selezione Olimpica durante Montréal 1976, portandola al quarto posto. Al termine dell'esperienza con la Nazionale, assunse l'incarico di allenatore del Flamengo. I buoni risultati e la stima che nutriva per lui la CBD fecero sì che venisse nominato successore di Osvaldo Brandão come commissario tecnico del Brasile in vista del campionato del mondo 1978 in Argentina. Coutinho diede dunque la sua impronta alla Nazionale, svincolandosi dal talento dei singoli fuoriclasse ed affidandosi alla coesione e allo spirito di gruppo dei giocatori. Ad esempio, lasciò fuori Falcão dell'Internacional, preferendogli Chicão del São Paulo, meno tecnico ma dalle attitudini più difensive e tatticamente più disciplinato.
Il debutto nel mondiale fu contro la Svezia, partita che terminò 1-1, con gol di Reinaldo; il match seguente fu lo 0-0 contro la Spagna. La vittoria per 1-0 contro l'Austria permise il passaggio del turno e placò i nascenti malumori per i primi tentennamenti della Seleção. Durante la seconda fase, il Brasile giunse al secondo posto nel girone dietro all'Argentina e vinse la partita per il terzo posto contro l'Italia per 2-1.
Dopo l'esperienza in Nazionale tornò al Flamengo e vinse il VI Copa Brasil e seguì la squadra, guidata in panchina da Paulo César Carpegiani, durante la vittoria della Coppa Intercontinentale 1981.
Nel 1981 viene assunto come allenatore degli statunitensi dei L.A. Aztecs, con cui raggiunse gli ottavi di finale della North American Soccer League 1981.

## Palmarès

### Allenatore

#### Competizioni nazionali
- Campionato Carioca: 2

Flamengo: 1978, 1979
- Taça Guanabara: 3

Flamengo: 1978, 1979, 1980
- Campionato brasiliano: 1

Flamengo: 1980